# Frauentorstraße 2 (Augsburg)

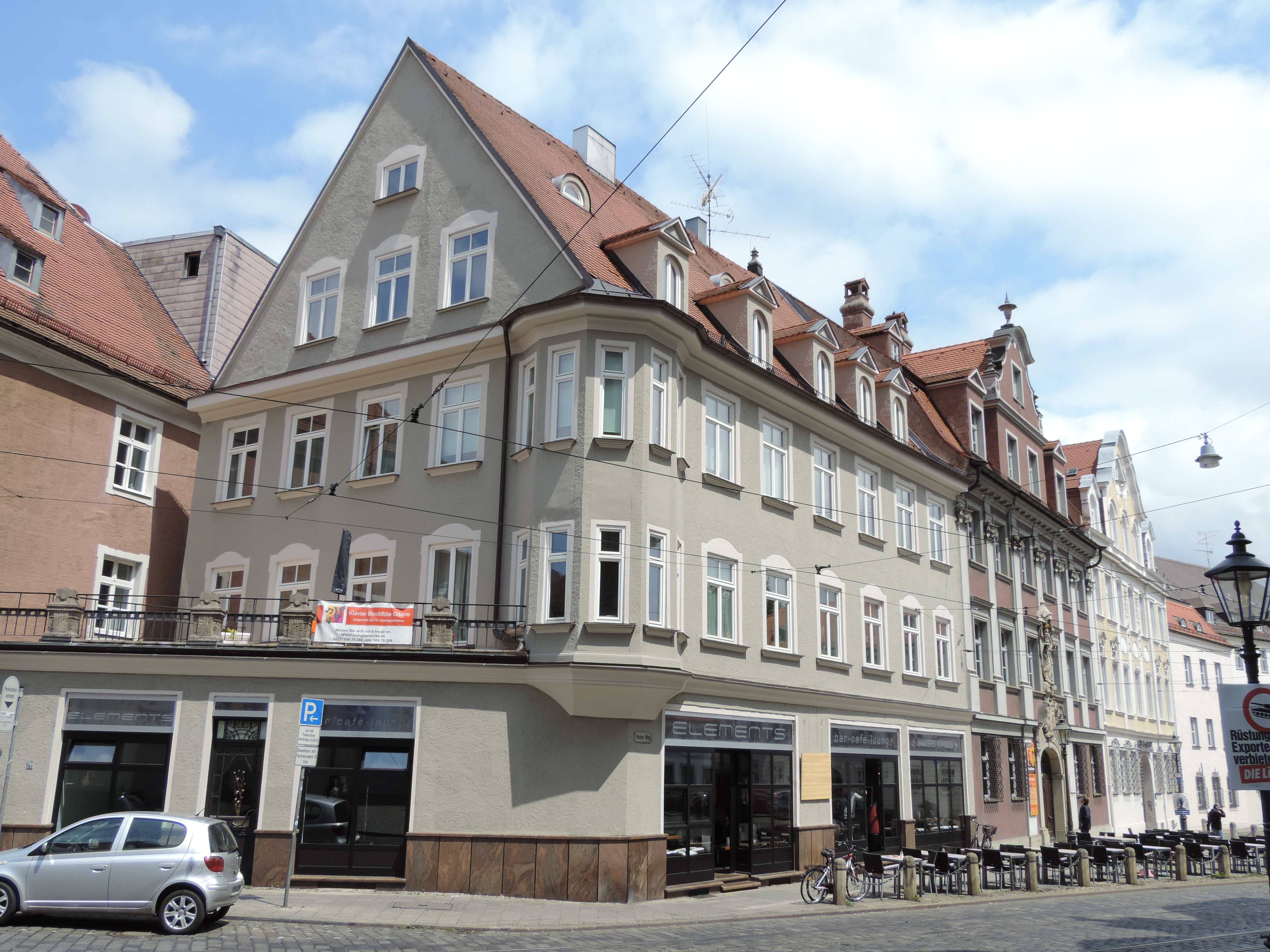
Gebäude Frauentorstraße 2 in Augsburg

Das Haus Frauentorstraße 2 im Augsburger Stadtbezirk Bleich und Pfärrle wurde ursprünglich im 17. Jahrhundert errichtet. Das Bürgerhaus ist ein geschütztes Baudenkmal.
Der ehemalige Domherrenhof ist ein dreigeschossiger Eckbau mit Satteldach und polygonalem Eckerker über zwei Geschosse. Das klassizistische Geländer an der Altane stammt aus der Erbauungszeit, der zweiten Hälfte des 17. Jahrhunderts. Ein Kupferstich von Carl Remshard (1678–1735), entstanden um 1720, zeigt den ursprünglichen Zustand des Gebäudes.
Das Gebäude gegenüber dem Chor des Augsburger Doms wird im Erdgeschoss gastronomisch genutzt. (Stand 2014)